# Paul de Yougoslavie
Paul de Yougoslavie, ou Paul Karađorđević (en serbe cyrillique : Павле Карађорђевић ou en serbe translittéré : Pavle Karađorđević ou Karageorgévitch dans les documents français de l'époque), né le 27 avril 1893 à Saint-Pétersbourg (Empire russe) et mort le 14 septembre 1976 à Neuilly-sur-Seine, est un prince de Yougoslavie, membre de la dynastie Karađorđević, et régent du royaume de Yougoslavie pendant la minorité du roi Pierre II de 1934 à 1941.

## Biographie

### Famille et jeunesse
Le prince Paul est le fils unique du prince Arsène de Yougoslavie, frère cadet du roi Pierre Ier de Serbie, et de la princesse russe Aurora Demidova, membre de la richissime famille Demidoff. Ses parents divorcent en décembre 1896 à cause d'une liaison de sa mère à Saint-Pétersbourg avec le jeune baron von Manteuffel, sa mère, ayant épousé entretemps un comte italien, perd son droit de garde et le jeune prince n'aperçoit sa mère qu'en 1898 et en 1900. Elle meurt en 1904. Quant à son père, le prince Arsène, il préfère vivre à Paris où il passe ses nuits à s'adonner au jeu de cartes. Le prince Paul est donc élevé chez son oncle Pierre de Serbie en exil à Genève.
Le prince Paul poursuit ses études à l’université d’Oxford et ne participe ni aux deux guerres balkaniques (en 1912 et 1913) ni aux combats de la Première Guerre mondiale.
En 1920, il est nommé chevalier de l'ordre du Saint-Esprit par le « duc d'Anjou et de Madrid » (aîné des Capétiens), qui est le meilleur ami de son père.
En 1923, il épouse la princesse Olga de Grèce et de Danemark (1903-1997), sœur de Marina de Grèce, duchesse de Kent et petite-fille du grand-duc Vladimir de Russie. Le futur roi du Royaume-Uni George VI, alors duc d’York, est témoin à son mariage qui a lieu à Belgrade. Paul a auparavant été noté comme un prétendant d'Elizabeth Bowes-Lyon, qui a épousé le duc d'York quelques mois plus tôt. Paul et Olga ont trois enfants, Alexandre (1924-2016), Nicolas (1928-1954) et Élisabeth (née en 1936).

### Régence
Le 9 octobre 1934, le roi Alexandre Ier est assassiné à Marseille et son successeur, Pierre II, est encore mineur. Le prince Paul est alors désigné comme premier régent du royaume.
Le 4 mars 1941, il rencontre Hitler pour discuter de l'adhésion de la Yougoslavie au pacte liant celle-ci aux puissances de l’Axe. Le texte est signé le 25 du même mois à Vienne par le Premier ministre Dragiša Cvetković. Cette décision provoque d’importantes manifestations à Belgrade et, le 27 mars, un coup d'État mené par les généraux Mirković et Simović, appuyé par des officiers favorables aux Alliés, dépose le régent et place le jeune roi Pierre II, bien qu'encore mineur, au pouvoir, avant de dénoncer le pacte. Le prince Paul signe alors sa démission de ses fonctions de régent.
En représailles, Hitler fait envahir la Yougoslavie qui capitule le 17 avril suivant. La Yougoslavie est occupée et démembrée. Pour se mettre en sûreté, la famille royale se réfugie à l’étranger.

### Exil et mort
Alors que Pierre II anime à Londres le gouvernement yougoslave en exil, le prince Paul et sa famille vivent en résidence surveillée au Kenya, alors colonie britannique, jusqu'à la fin de la guerre.
Après la Seconde Guerre mondiale, avec l’arrivée des communistes au pouvoir, la monarchie est abolie en Yougoslavie. Le prince Paul est déclaré « ennemi de l'État » par les nouvelles autorités, ses propriétés sont confisquées et il lui est interdit de revenir en Yougoslavie.
Le prince meurt à Paris le 14 septembre 1976 ; il est inhumé au cimetière du Bois-de-Vaux à Lausanne. Sa veuve disparaît à son tour en 1997 et repose près de lui.
Le 28 septembre 2012, les dépouilles du prince Paul, de son épouse Olga et de leur fils Nicolas sont exhumées au cimetière du Bois-de-Vaux, puis transportées à Belgrade. Le 4 octobre, un office est célébré en la cathédrale Saint-Michel de Belgrade en présence des proches des défunts, ainsi que du prince héritier Alexandre de Serbie et de son épouse la princesse Catherine. Finalement, ils sont tous les trois inhumés le 6 octobre dans le mausolée royal d'Oplenac à Topola.

## Descendance
Descendance du prince Paul :
1. Alexandre de Yougoslavie (1924-2016). Il contracte deux mariages : 1er noces en 1955 à Cascais (Portugal) avec la princesse Maria-Pia de Savoie (1934), d’où quatre enfants. 2e noces en 1973 avec la princesse Barbara de Liechtenstein, d’où un enfant :
  1. Dimitri de Yougoslavie. Né à Boulogne-Billancourt le 18 juin 1958 (avec un frère jumeau),
  2. Michel de Yougoslavie. Né à Boulogne-Billancourt le 18 juin 1958 (avec un frère jumeau),
  3. Serge de Yougoslavie. Né à Boulogne-Billancourt le 12 mars 1963 (avec une sœur jumelle), a un enfant né à Monaco avec Christiane Galeotti : 
    1. Umberto Karađorđević (2018).

  4. Hélène de Yougoslavie. Née à Boulogne-Billancourt le 12 mars 1963 (avec un frère jumeau). Elle contracte deux mariages. 1er noces avec Thierry Gaubert en 1988 à Neuilly-sur-Seine, d'où trois enfants. 2e noces avec Stanislas Fougeron en 2018 :
    1. Milena Gaubert (1988),
    2. Nastasia Gaubert (1991),
    3. Léopold Gaubert (1997).

  5. Dushan de Yougoslavie. Né à Saint-Gall (Suisse) le 25 septembre 1977. Il épouse Valeria De Muzio le 3 juillet 2018 à New York.
2. Nicolas de Yougoslavie (1928-1954), sans alliance ;
3. Élisabeth de Yougoslavie née au palais Blanc de Belgrade le 7 avril 1936. Elle contracte deux mariages : 1er noces avec Howard Oxenberg, en 1961 en Floride, d’où deux enfants. 2e noces avec Neil Balfour, en 1969 à Londres, d’où un enfant :
  1. Catherine Oxenberg (1961), actrice de cinéma,
  2. Christine Oxenberg (1962), écrivain,
  3. Nicholas Balfour (1971).

## Dans la culture populaire
L'écrivain et journaliste James Fox évoque dans son roman White Mischief (1982) la présence du prince Paul au Kenya, dans la Happy Valley set, en 1941.

## Décorations
- Chevalier étranger de l'ordre de la Jarretière (Royaume-Uni) ;
- Chevalier de l’ordre du Saint-Esprit (ordre légitimiste dynastique français)[1].